# Billy Idol (musikalbum)
Billy Idol är Billy Idols första soloalbum, släppt 1982 och har bland annat sålt guld i USA. Låtarna "White Wedding", "Hot In The City" och "Dancing With Myself" blev hits i många länder varav det gjordes musikvideos till alla nämnda låtar (Dancing With Myself skrev Billy när han fortfarande var i bandet Generation X).

## Låtlista
1. "Come On, Come On" (Idol, Steve Stevens) – 4:00
2. "White Wedding" (Part 1) – 4:11
3. "Hot in the City" – 3:40
4. "Dead on Arrival" – 3:54
5. "Nobody's Business" – 4:06
6. "Love Calling" (Idol, Keith Forsey) – 4:48
7. "Hole in the Wall" – 4:14
8. "Shooting Stars" (Idol, Stevens) – 4:30
9. "It's So Cruel" (Idol, Philip Hawk) – 5:20
10. "Congo Man" – 1:08
11. "Dancing With Myself (Singel versionen)"  (Idol, Tony James) – 3:20